# Martti Ahtisaari
Martti Oiva Kalevi Ahtisaari (Viipuri, 23 giugno 1937 – Helsinki, 16 ottobre 2023) è stato un diplomatico e politico finlandese.
Durante la sua carriera ha ricoperto le cariche di ambasciatore finlandese, di sottosegretario delle Nazioni Unite, ed è stato presidente della Repubblica finlandese dal 1994 al 2000. Nel 2008 è stato insignito del premio Nobel per la pace grazie al suo costante impegno diplomatico per la soluzione pacifica delle situazioni di conflitto internazionale.

## Biografia
Figlio di Oiva Ahtisaari (nato Adolfsen, ma poi cambiato quando in Ahtissari, quando suo nonno Julius Marenius Adolfsen era emigrato in Finlandia nel 1872 da Tistedalen, nel sud della Norvegia) e di Tyyne Karonen, Martti Ahtisaari nacque a Viipuri nel 1937, allora appartenente alla Finlandia. A causa del lavoro del padre, che era sottufficiale dell'esercito finlandese, si spostò dalla città natale prima a Kuopio e poi ad Oulu, dove portò a termine i suoi studi universitari nel 1959, diventando insegnante. Durante gli studi fece parte anche di AIESEC, di cui fa ancora parte come Alumnus. Dopo alcune esperienze lavorative sia ad Oulu che in Pakistan, si trasferì a Helsinki nel 1965 come dipendente del Ministero degli esteri, dove diventò esperto di cooperazione per lo sviluppo (1965-1973).
Ambasciatore a Dar es Salaam (Tanzania) dal 1973 al 1977, entrò in contatto con i principali circoli politici dell'Africa meridionale, e specialmente con la SWAPO (South West Africa People's Organization), la principale organizzazione indipendentista della Namibia (governata dal Sudafrica). Perciò, al termine del suo incarico come ambasciatore, fu nominato commissario dell'ONU per la Namibia, con lo scopo di prepararne l'indipendenza, ma la guerra fredda impedì per il momento il raggiungimento di questo scopo.
Nominato sottosegretario generale delle Nazioni Unite per i problemi finanziari e amministrativi nel 1987, Ahtisaari ne riorganizzò l'amministrazione per ridurre le spese ed incrementare l'efficienza. Finita la guerra fredda (1989), poté tornare ad occuparsi della Namibia (mitigando l'eccessiva fretta della SWAPO), che ottenne l'indipendenza nel 1990.
Durante la prima guerra del Golfo (1990-1991) guidò un comitato delle Nazioni Unite che valutò eccessive le misure richieste dagli Stati Uniti d'America contro l'Iraq, dichiarando invece che era necessario permettere al Paese di tornare ad una vita normale.
Eletto presidente della repubblica finlandese come candidato del Partito Socialdemocratico Finlandese col nuovo sistema elettorale diretto a doppio turno nel 1994, non diminuì il suo impegno nella politica estera: ospitò a Helsinki l'incontro tra il presidente russo Boris El'cin e lo statunitense Bill Clinton per discutere dell'allargamento a est della NATO (20-21 marzo 1997), e nel 1999, assieme all'ex-premier russo Viktor Černomyrdin, condusse a Belgrado le trattative che posero fine all'aggressione della NATO alla Jugoslavia (3 giugno 1999). Guidò la politica estera finlandese verso l'adesione all'Unione europea, avvenuta nel 1995 dopo essere stata sancita dal referendum popolare del 1994, e ad una maggiore cooperazione nordica ed europea per la sicurezza, al di fuori però della NATO.
In seguito fece parte della "Commissione dei tre saggi" che nell'estate 2000 giudicò per conto dell'Europa la situazione politica austriaca, dove erano giunti al governo i nazionalisti di Jörg Haider, ma non riscontrò minacce alla democrazia.
Gli è stato assegnato il premio Nobel per la pace 2008 "per i suoi importanti sforzi, in diversi continenti e per più di tre decenni, per risolvere i conflitti internazionali".
Ha portato a conclusione i lavori della conferenza di Vienna sul Kosovo, proponendo un piano di pace a nome delle Nazioni Unite.
È morto ad 86 anni il 16 ottobre 2023, per complicazioni dovute alla malattia di Alzheimer, ad Helsinki.